# Siegelhof (Gemeindebau)
Der Sieglhof ist ein Gemeindebau im 16. Wiener Gemeindebezirk Ottakring. Das Bauwerk wurde zwischen 1930 und 1931 nach Plänen des Architekten Franz Kuhn errichtet und 1949 nach dem Politiker Franz Siegel benannt.

## Lage
Der Siegelhof liegt in der Wiener Katastralgemeinde Ottakring und nimmt den östlichen Bereich des Straßenblocks zwischen der Redtenbachergasse im Westen, der Wilhelminenstraße im Norden, der Speckbachergasse im Osten und der Degengasse im Süden ein. Die Hauptfront des Gemeindebaus erstreckt sich über die gesamte Länge der Redtenbachergasse in diesem Straßenblock und nimmt zudem die halbe Straßenfront der Wilhelminenstraße und der Degengasse ein. Dem Gemeindebau liegt in der Redtenbachergasse die Wohnhausanlage Degengasse 34–38 gegenüber.

## Geschichte und Bauwerk
Auf dem Grundstück des Siegelhofs, das vor der Errichtung des Gebäudes Heinrich Fischer gehörte, befanden sich in den 1920er Jahren drei eingeschoßige, hölzerne Fischhallen, die als Verkaufshütten genutzt wurden. Die Fischhallen wurden vermutlich bereits vor Errichtung der Wohnhausanlage abgetragen.
Der Siegelhof selbst besitzt einen U-förmigen Grundriss und umschließt einen begrünten Innenhof. Die längste der glatt verputzten Straßenfassaden befindet sich an der Redtenbachergasse und umfasst 48 Fensterachsen. Sie springt leicht hinter die Hauskante zurück und wird durch fünf farblich hervorgehobene Stiegenhäuser in regelmäßige vertikale Abschnitte unterteilt. Das leicht abfallende Gelände ist an dem mit einer Nut abschließende Sockel erkennbar. Das Dachgesims ist leicht vorkragend und umläuft den gesamten Baublock. Die Hauptfassade der Wohnhausanlage befindet sich an der Wilhelminenstraße. Hier ist ein Geschäftslokal. Die Fassade an der Degengasse weist drei Reihen von Gitterbalkonen auf. Sonst befinden sich an den straßenseitigen Fassaden keine gestalterischen Elemente. Die mit 34 Fensterachsen längste der drei Hoffassaden ist mit Doppel- und Einzelreihen von Gitterbalkonen ausgestattet. Der Innenhof ist von der Wilhelminenstraße und der Degengasse durch jeweils eine Durchfahrt erschlossen.

## Galerie

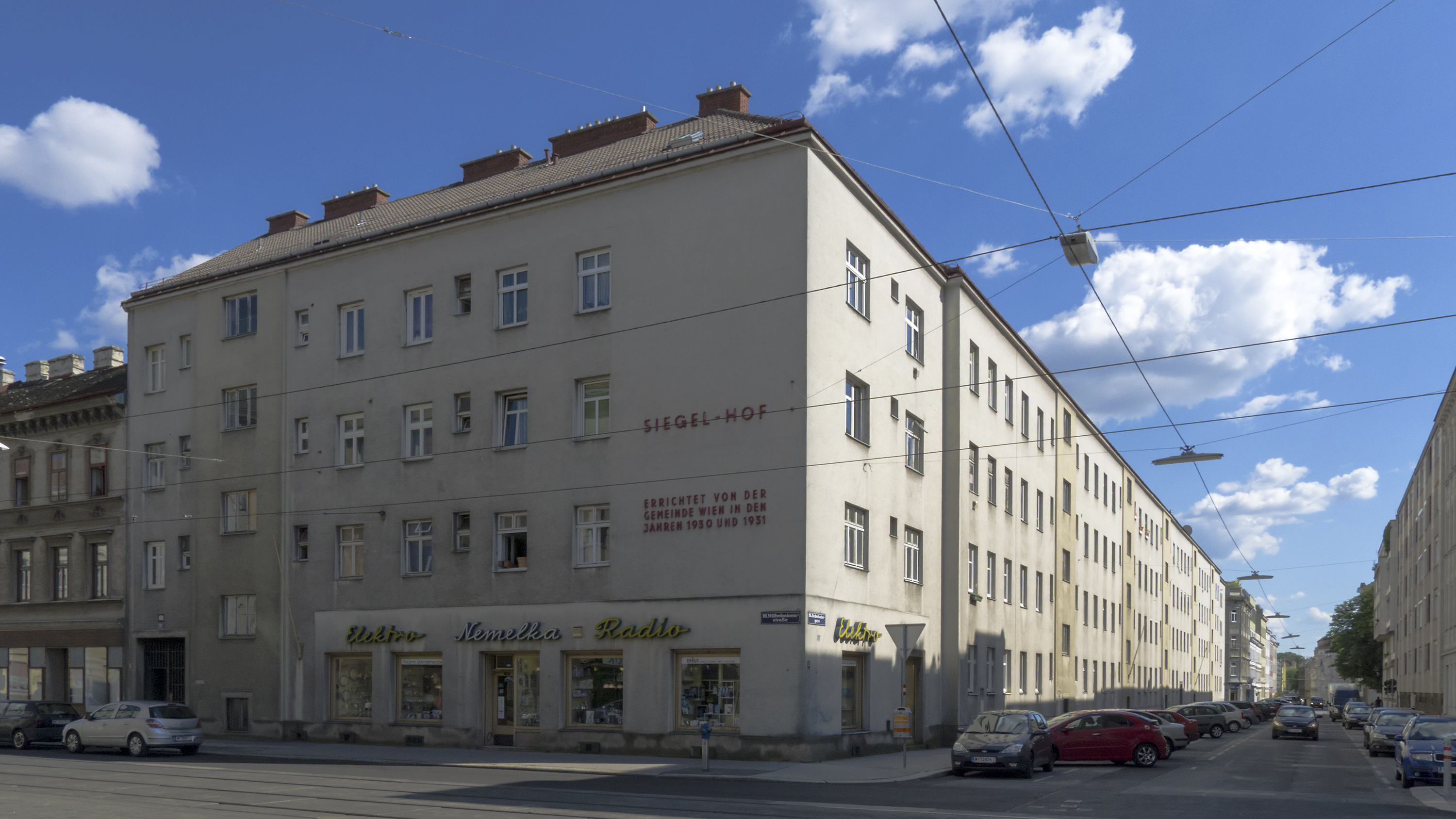
Straßenfront Wilhelminenstraße
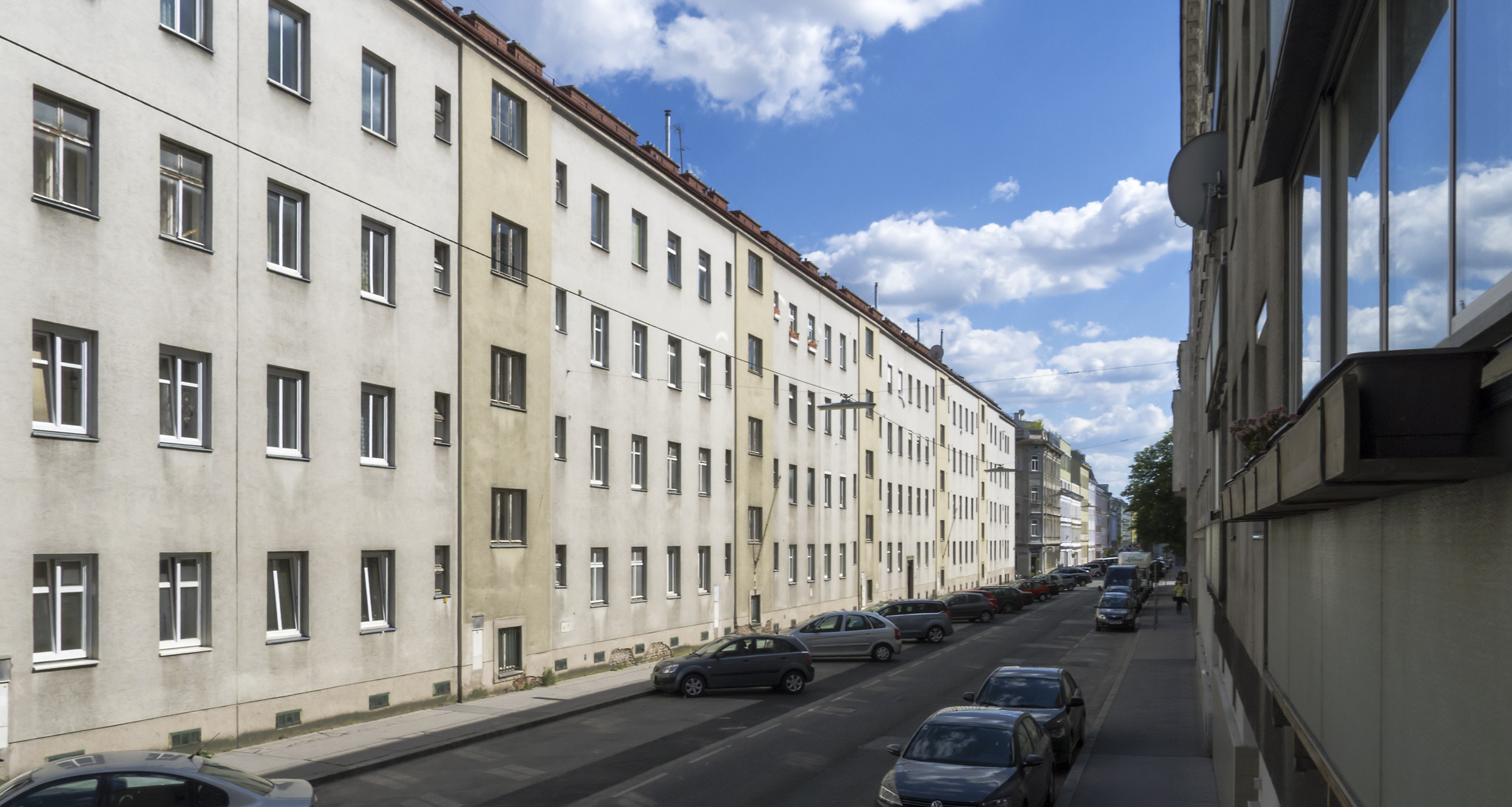
Straßenfront Redtenbachergasse
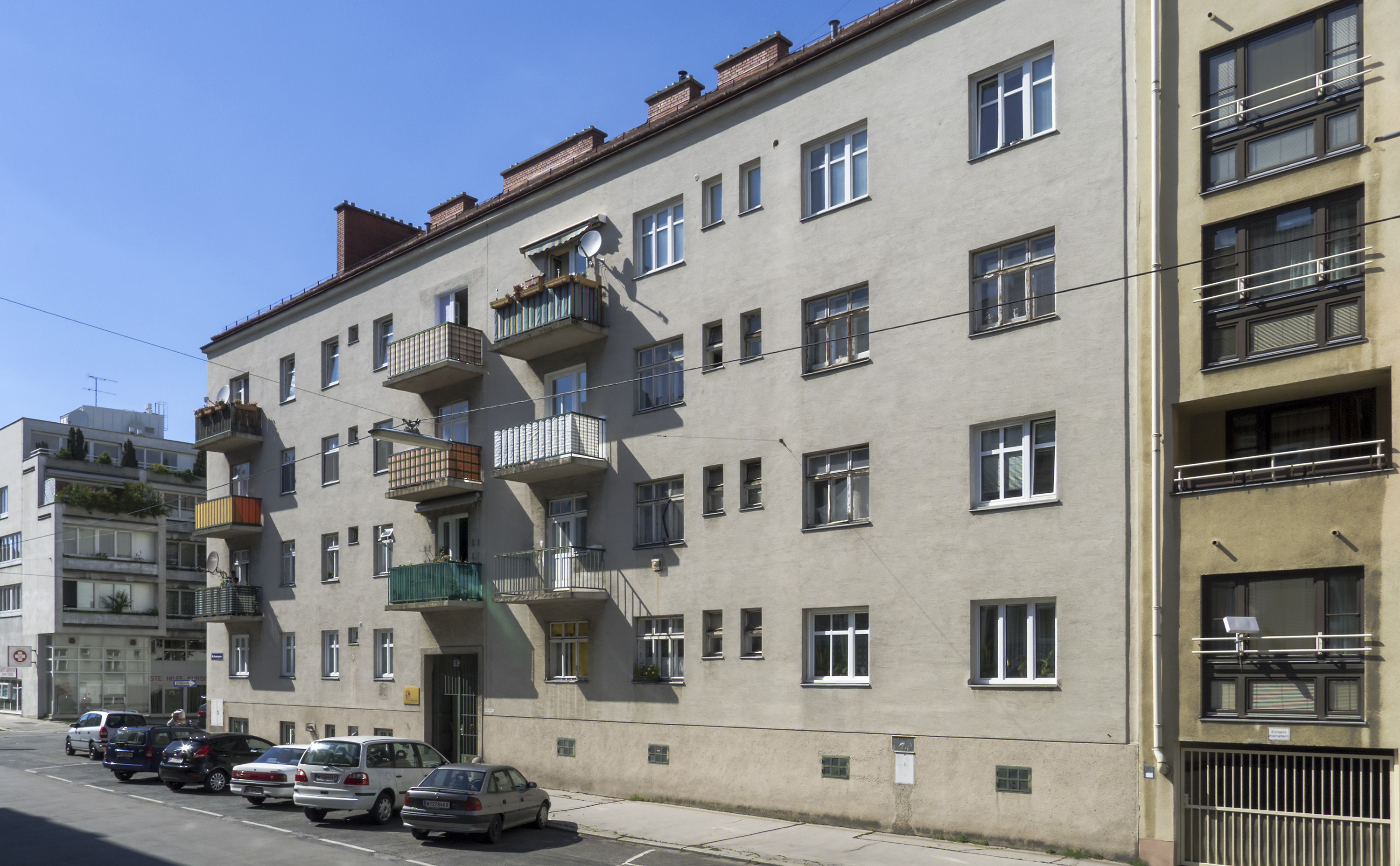
Straßenfront Degengasse
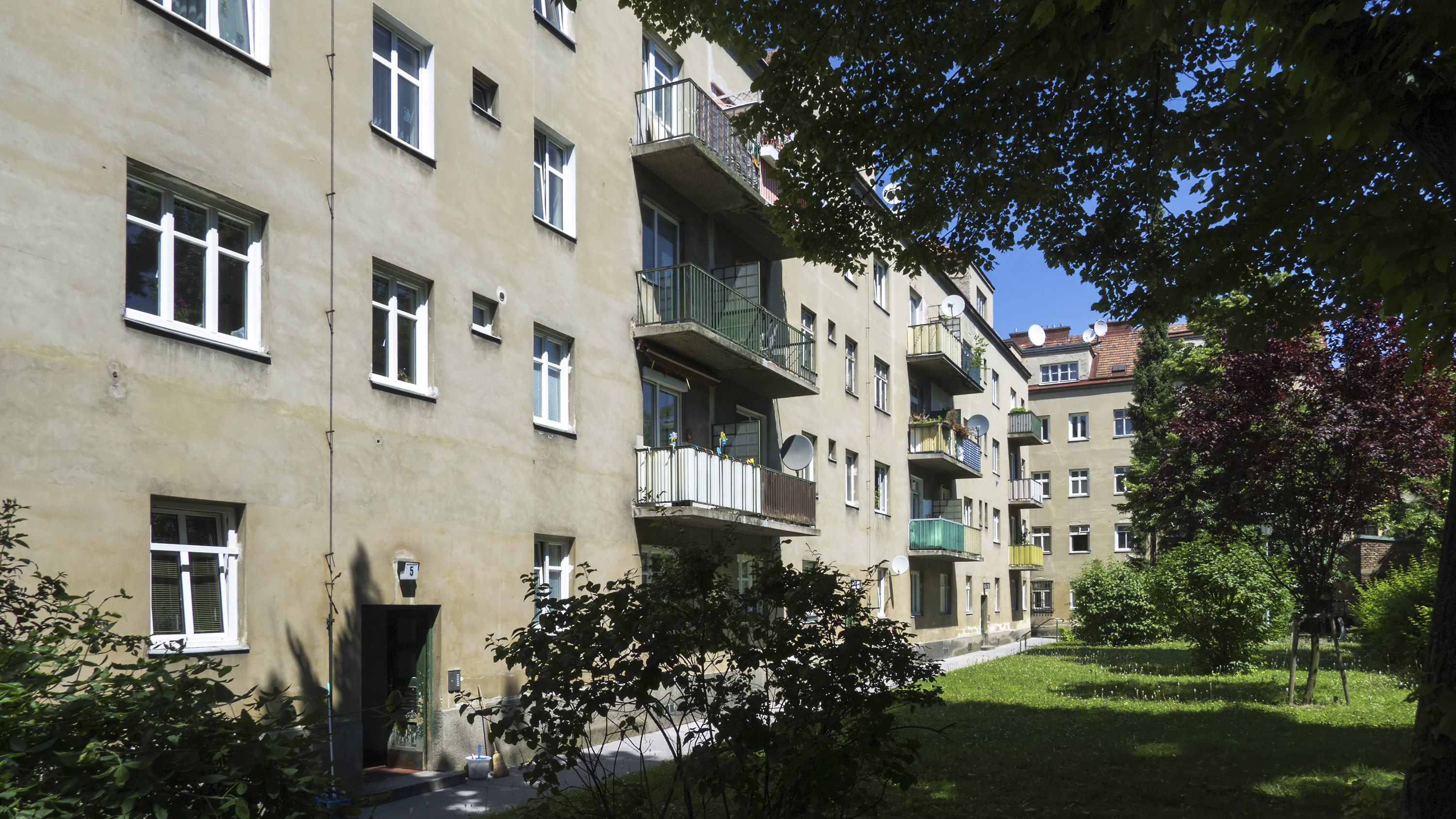
Innenhof
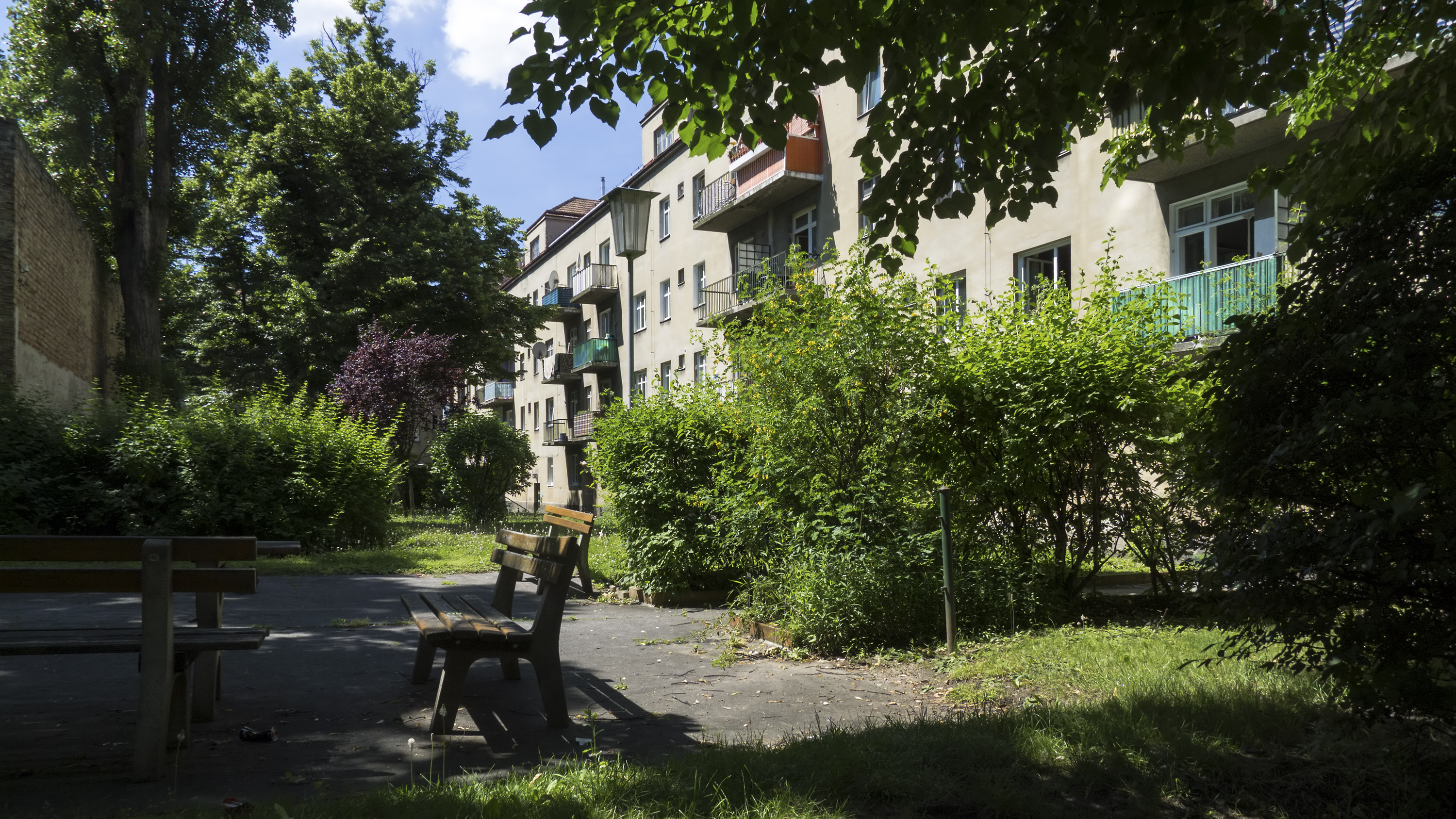
Innenhof